# Stańkowa (góra)
Stańkowa – szczyt o wysokości 666 m n.p.m. w Beskidzie Makowskim.
Przez szczyt przebiega żółty szlak turystyczny Maków Podhalański – Pcim.
U podnóża góry znajdują się miejscowości Maków Podhalański, Żarnówka i Jachówka.